# Xylobosca gemina
Xylobosca gemina är en skalbaggsart som beskrevs av Pierre Lesne 1901. Xylobosca gemina ingår i släktet Xylobosca och familjen kapuschongbaggar. Inga underarter finns listade i Catalogue of Life.